# Альберт Саксен-Альтенбургский
Альберт Генрих Иосиф Карл Виктор Георг Фридрих Саксен-Альтенбургский (нем. Albert Heinrich Joseph Carl Viktor Georg Friedrich von Sachsen-Altenburg; 14 апреля 1843, Мюнхен — 22 мая 1902, Серран) — принц из эрнестинской линии Веттинов. Военный деятель.

## Биография
Принц Альберт был старшим сыном принца Эдуарда Саксен-Альтенбургского и его второй супруги принцессы Луизы Рейсс-Грейцской. У него была родная сестра Мария Гаспарина, княгиня Шварцбург-Зондерсгаузен. Его предками по отцовской линии был герцог Фридрих Саксен-Гильдбурггаузенский и Шарлотта Мекленбург-Стрелицкая. Приходился кузеном великим княгиням Елене Павловне (дочери тётки Шарлотты Саксен-Альтенбургской) и Александре Иосифовне (дочери дяди Иосифа Саксен-Альтенбургского).

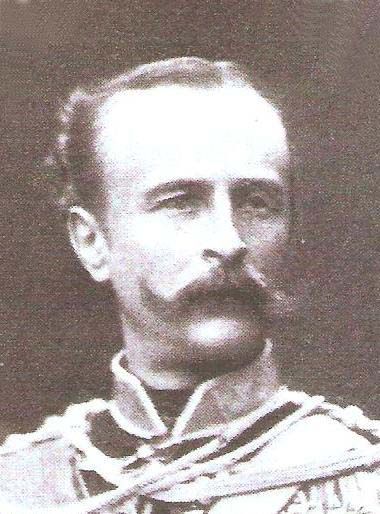
Альберт Саксен-Альтенбургский

Альберт начал военную карьеру в 1864 году в прусской армии, участвуя в войне с Данией.
12 января 1865 года вступил в русскую службу в чине поручика в лейб-гвардии Конный полк. Через два года принц был командирован на Кавказ, где назначен ординарцем к великому князю Михаилу Николаевичу. 1 октября 1868 года был переведён подполковником в 16-й драгунский Нижегородский полк, где около года командовал лейб-эскадроном. Переведённый в конце 1869 года в лейб-гвардии Гусарский полк, принц Альберт 17 апреля 1870 года был произведён в полковники.
С началом франко-прусской войны принц Альберт вернулся в ряды германской армии и «за отличие в делах против французов» был награждён императором Александром II орденом святого Георгия 4 степени.
По окончании войны принц Альберт вернулся в Россию и в 1873 году был назначен командиром 16 драгунского Нижегородского полка, однако командование им продолжалось только полтора года. В 1875 году принц Альберт был назначен командиром лейб-гвардии Гродненского гусарского полка и в 1876 году — флигель-адъютантом к императору. Во главе полка принц Альберт принял участие в русско-турецкой войне 1877—78 годов, был ранен под Телишем (16 октября 1877 года) и за боевые отличия награждён орденом святого Владимира 3-й степени с мечами, золотым оружием с надписью «за храбрость», 10 февраля 1878 года чином генерал-майора с назначением в свиту Его Величества.
В 1883—1885 годы Альберт командовал 3-й бригадой 2-й гвардейской кавалерийской дивизии. В 1885 году перешёл на прусскую службу, где достиг чина генерала кавалерии.
Принц Альберт Саксен-Альтенбургский скончался 22 мая 1902 года в имении Серран, в Мекленбурге.

## Награды
- Орден Святого Георгия 4 ст. (1870)[2]
- Орден Святой Анны 2 ст. (1875)
- Орден Святого Владимира 3 ст. с мечами (1878)
- Золотая сабля «За храбрость» (1878)
- Орден Святого Станислава 1 ст. (1881)
- Персидский Орден Льва и Солнца 1 ст. (1869)

## Браки и дети
6 мая 1885 года принц Альберт вступил в первый брак с принцессой Марией Луизой Прусской (14.09.1855—20.06.1888), дочерью Фридриха Карла Прусского и Марии Анны Ангальт-Дессауской, вдовой принца Вильгельма Генриха Нидерландского. В браке родились 2 дочери:
- Ольга Елизавета (1886—1955) — с 1913 года супруга графа Карла Фридриха фон Пюклер-Бургхауса (1886—1945), 3 детей;
- Мария (1888—1947) — в 1911—1921 годах супруга принца Генриха XXXV Рейсс-Кестрицского (1887—1936), 1 дочь

13 декабря 1891 года вступил во второй брак с принцессой Еленой Георгиевной Мекленбург-Стрелицкой, дочерью великой княгини Екатерины Михайловны и герцога Георга-Августа Мекленбург-Стрелицкого. Брак бездетен, однако Елена относилась к девочкам как к родным дочерям, возила их на свою родину, для изучения русского языка наняла учителей.

## Личность
- Полковой историк В. А. Потто писал, что «кто-то весьма удачно сравнил с блестящим метеором, который мелькнул и погас, оставив после себя впечатление сильного и яркого света.»
- Статс-секретарь А. А. Половцов замечал, что «принц Саксен-Альтенбургский… в полном смысле слова „выслужившийся солдат“, умный, остроумный, весёлый, неумолкаемый рассказчик с неистощимым запасом анекдотов, готовый на всякую проделку, могущую сколько-нибудь улучшить его положение… в дружеских отношениях со всеми, не внушая доверия никому».
- Лейб-хирург Н. А. Вельяминов отмечал: «Он был действительно страстный и ненасытный охотник, кутила, весельчак, остряк, хороший остроумный рассказчик и несколько „шутоват“. Сколько я наблюдал, Царская семья, особенно Государь (то есть император Александр III), не особенно его уважали… Думаю, что он встречал поддержку больше у дам, которых смешил и веселил… В сущности, это был тип интернационального жуира…».
- Князь императорской крови Гавриил Константинович писал в воспоминаниях со слов графа А. Н. Нирода:Однажды, во времена Александра II, были в Царском Селе скачки. Первый приз выиграл принц Альберт Саксен-Альтенбургский, двоюродный брат моей бабушки, служивший в то время в лейб-гусарах. Государь приехал на скачки после заезда, который был выигран принцем, и приказал повторить скачку. Принц снова шёл первым, но, подходя к финишу, засмотрелся на какую-то даму, сидевшую на трибунах, зазевался, и приз достался графу Нироду[3]